# Ethadophis
Ethadophis – rodzaj ryb promieniopłetwych z podrodziny Ophichthinae w obrębie rodziny żmijakowatych (Ophichthidae).

## Rozmieszczenie geograficzne
E. akkistikos występuje w zachodnim Oceanie Atlantyckim, a pozostałe dwa gatunki we wschodnim Oceanie Spokojnym.

## Morfologia
Długość ciała do 53 cm; brak danych dotyczących masy ciała.

## Systematyka
Rodzaj zdefiniowała w 1970 roku para amerykańskich ichtiologów, Richard Heinrich Rosenblatt i John E. McCosker, w artykule poświęconym definicji rodzajów żmijakowatych wraz z opisami dwóch nowych rodzajów i trzech nowych gatunków ze wschodniego Oceanu Spokojnego, opublikowanym w czasopiśmie Pacific Science. Gatunkiem typowym jest (oryginalne oznaczenie) E. byrnei.

### Etymologia
Ethadophis: gr. εθας ethas, εθαδoς ethados ‘zwyczajny, zwykły’; οφις ophis, οφεως opheōs ‘wąż’.

### Podział systematyczny
Do rodzaju należą następujące gatunki:
- Ethadophis akkistikos McCosker & Böhlke, 1984
- Ethadophis byrnei Rosenblatt & McCosker, 1970
- Ethadophis merenda Rosenblatt & McCosker, 1970